# Crematogaster elegans
Espèce
Crematogaster elegans est une espèce de fourmis, des insectes hyménoptères de la famille des Formicidae. 
Elle est trouvée en Indonésie et en Nouvelle-Guinée.